# Thieleov aparat
Thieleov aparat je vrsta laboratorijskog posuđa koje služi određivanju tališta i vrelišta uzorka.
To je posuda koja podsjeća na epruvetu sa šupljom drškom. Prilikom određivanja tališta ili vrelišta, puni se vodenim ili uljnim medijem za zagrijavanje, a drška se obujmi metalnom mrežicom. U aparat se postavlja kapilara ili mikroepruveta s promatranom tvari, vezana za termometar. Polaganim zagrijavanjem dijela s mrežicom, može se precizno očitati talište, odnosno vrelište promatrane tvari
Uređaj i metodu izumio je njemački kemičar Friedrich Karl Johannes Thiele.